# Cuộc vây hãm Paris (1870–1871)
Cuộc vây hãm Paris là một trận đánh quan trọng trong cuộc Chiến tranh Pháp-Phổ, kéo dài từ ngày 19 tháng 9 năm 1870 cho đến ngày 28 tháng 1 năm 1871. Dưới sự chỉ huy của vua Wilhelm I nước Phổ và Tổng tham mưu trưởng Quân đội Phổ là Helmuth von Moltke, quân đội chủ lực của Đức đã tiến hành cuộc phong tỏa Paris – nơi được lực lượng dân quân và binh lính Pháp do tướng Louis Jules Trochu chỉ huy phòng ngự. Trochu đã thực hiện nhiều cuộc phá vây nhưng thất bại và người Đức đã dần dần làm chủ hệ thống phòng thủ bên ngoài. Cuối cùng, sau một cuộc pháo kích, thành phố Paris trong tình cảnh đói khổ phải đầu hàng vào ngày 28 tháng 1 năm 1871. Sự kiện này đã dẫn đến sự chấm dứt của cuộc chiến tranh Pháp-Phổ, mà kết quả là thất bại ô nhục của Pháp, và quân đội Đức chiếm đóng Paris trong một thời gian ngắn.
Thảm họa của quân đội Pháp trong trận Sedan vào ngày 1 - 2 tháng 9 năm 1870 đã mở đường cho quân đội Đức tiến đánh Paris. Tướng Trochu – người đứng đầu chính phủ lâm thời Pháp mới thành lập – đã tổ chức phòng vệ thủ đô Pháp, với sự tham gia của các đội hình tự phát (ad-hoc) cùng với lực lượng gardes mobiles, với sự hỗ trợ của lực lượng Vệ binh quốc gia. Đồng thời, với một bộ phận của quân Pháp cũng đang bị bao vây tại Metz, tướng Moltke đã khai mào cuộc vây hãm Paris vào ngày 19 tháng 9 năm 1870, và cho đến ngày 23 tháng 9 thì thủ đô Pháp đã hoàn toàn nằm trong vòng vây. Trong khi Moltke phải thực hiện đồng thời hai cuộc vây hãm quan trọng – Paris và Metz, các tuyến đường tiếp tế của ông lính francs-tireur đe dọa trong khi Léon Gambetta khuếch trương xây dựng lực lượng Pháp vốn dũng cảm nhưng không có khả năng chiến đấu. Nhưng, Moltke không thể lãng quên hoạt động quan trọng nhất của ông là cuộc vây hãm Paris. Đúng lúc các binh đoàn Cộng hòa Pháp đã bắt đầu có thể hội quân, cuộc đầu hàng của Metz cuối tháng 10 đã tạo điều kiện cho mọi lực lượng Đức đánh trả các cố gắng giải vây Paris. Mặc dù thiếu thốn lương thực và rơi vào bất ổn nội bộ, người Pháp không chịu đầu hàng. Trong các tháng 11, 12 năm 1870 và tháng 1 năm 1871, Trochu đã thực hiện 3 cuộc phá vây nhưng đều thất bại, dù cuộc phá vây mạnh mẽ nhất (vào các ngày 29 – 30 tháng 11 năm 1870) đã gây thiệt hại không nhỏ cho quân đội Bayern trước khi bị quân Đức đẩy lùi. Vào ngày 19 tháng 1 năm 1871 (sau ngày thành lập Đế quốc Đức), Trochu tiến hành tập kích nhưng các chiến tuyến vững chãi của quân đội Phổ - Đức đã đánh bại đối phương trong trận Buzenval.
Vào ngày 25 tháng 1, Thủ tướng Otto von Bismarck của Đức đã đề nghị Moltke dội đại pháo vào Paris, và tuy cuộc pháo kích xảy ra rất ác liệt nhưng Paris không hư hại đáng kể. Tuy nhiên, bên trong Paris, tình hình của Pháp hết sức là thê lương. Điều đó cùng với sự mệt mỏi với chiến tranh và thất bại của quân Pháp ở các nơi khác đã khẳng định rằng chống trả là vô ích. 10 ngày sau sự thành lập Đế quốc Đức, vào ngày 28 tháng 1 năm 1871, tướng Joseph Vinoy, người kế nhiệm Trochu sau khi ông này từ chức, đã đầu hàng. Bộ trưởng Ngoại giao Pháp là Jules Favre đã chấp nhận yêu cầu ngừng bắn của Bismarck, với các điều kiện như việc lực lượng trú phòng Paris và Gardes Mobiles trở thành tù binh (ngoại trừ 12.000 người thuộc lực lượng trú phòng sẽ trở thành cảnh sát Paris), và quân đội Đức tổ chức lễ diễu binh thắng trận tại Paris vào đầu tháng 3 năm 1871,. Sự kiện quân Đức tiến vào Paris gây cho những người cấp tiến tại Paris phẫn nộ với chính phủ đương thời, dẫn đến sự bùng nổ của phong trào Công xã Paris, trước khi Hiệp ước Frankfurt được ký kết vào tháng 5 năm ấy kết thúc cuộc chiến tranh, theo đó Pháp phải nhượng cho Đức 2 vùng Grand Est và Lorraine.